# Бартон (Нью-Йорк)
Бартон (англ. Barton) — місто (англ. town) в США, в окрузі Тайога штату Нью-Йорк. Населення — 8609 осіб (2020).

## Демографія
Згідно з переписом 2010 року, у місті мешкало 8858 осіб у 3611 домогосподарстві у складі 2283 родин. Було 3930 помешкань
Расовий склад населення:
| - 97,6 % — білих - 0,5 % — чорних або афроамериканців - 0,3 % — корінних американців - 0,3 % — азіатів |

До двох чи більше рас належало 1,2 %. Частка іспаномовних становила 1,4 % від усіх жителів.
За віковим діапазоном населення розподілялося таким чином: 23,8 % — особи молодші 18 років, 60,2 % — особи у віці 18—64 років, 16,0 % — особи у віці 65 років та старші. Медіана віку мешканця становила 40,9 року. На 100 осіб жіночої статі у місті припадало 92,1 чоловіків;  на 100 жінок у віці від 18 років та старших — 89,3 чоловіків також старших 18 років.
Середній дохід на одне домашнє господарство  становив 60 758 доларів США (медіана — 41 678), а середній дохід на одну сім'ю — 69 427 доларів (медіана — 57 194). Медіана доходів становила 42 708 доларів для чоловіків та 31 958 доларів для жінок. За межею бідності перебувало 20,8 % осіб, у тому числі 26,3 % дітей у віці до 18 років та 11,5 % осіб у віці 65 років та старших.
Цивільне працевлаштоване населення становило 3724 особи. Основні галузі зайнятості: освіта, охорона здоров'я та соціальна допомога — 32,9 %, виробництво — 16,9 %, мистецтво, розваги та відпочинок — 11,0 %, роздрібна торгівля — 9,3 %.